# Каррион Кросс
Кевин Кесар (англ. Kevin Kesar, род. 19 июля 1985, Нью-Йорк, Нью-Йорк) — американский рестлер. В настоящее время выступает в WWE на бренде SmackDown под именем Каррион Кросс (англ. Karrion Kross).
Ранее он выступал под именами Кевин Кросс и Киллер Кросс в Impact Wrestling, Lucha Libre AAA Worldwide (AAA), Major League Wrestling и нескольких независимых промоушенах. В ААА он был членом группировок MAD и La Facción Ingobernable. Он также появился в четвёртом сезоне Lucha Underground в роли Белого Кролика, лидера группировки Пола Лондона «Племя Кроликов».
После разового выступления в WWE в 2015 году, он подписал контракт с компанией в 2020 году и начал победную серию, которая привела его к завоеванию титула чемпиона NXT, после чего он был вынужден отказаться от него из-за травмы. Впоследствии 8 апреля 2021 года Кросс вернул себе титул чемпиона NXT на шоу NXT TakeOver: Stand & Deliver. После дебюта в основном ростере на бренде Raw в июле этого года его победная серия сразу же прервалась, в следующем месяце он проиграл титул чемпиона NXT Самоа Джо, а его экранный персонаж был впоследствии изменён. В конечном итоге WWE уволила Кесара в ноябре, и он вернулся в WWE в августе 2022 года через девять месяцев после увольнения.

## Карьера в рестлинге

### Global Force Wrestling (2015)
24 июля 2015 года Кросс дебютировал в Global Force Wrestling на шоу GFW Amped, проиграв Бобби Руду в четвертьфинальном раунде турнира за титул глобального чемпиона GFW. 21 августа на шоу GFW Amped Кросс проиграл Джоуи Райану. 23 октября Кросс встретился с Брайаном Майерсом и Конго Конгом в трёхстороннем матче за звание первого претендента на титул глобального чемпиона GFW, который выиграл Конг.

### Lucha Underground (2015—2018)
В 2015—2016 годах Кросс провёл несколько тёмных матчей в Lucha Underground. 13 декабря 2015 года Кросс дебютировал в промоушене, победив Винни Массаро в тёмном матче. 11 июля 2018 года Кросс вернулся с новым персонажем по имени Белый Кролик, он отдал свой деревянный скипетр Полу Лондону и приказал ему хладнокровно убить Маскариту Саграду за то, что тот привёл Племя Кроликов в его тайное логово.

### Lucha Libre AAA Worldwide (2017—2020)
19 марта 2017 года Кросс дебютировал в ААА на шоу Rey de Reyes, где помог Джонни Мундо выиграть титулы мега-чемпиона AAA, чемпиона Латинской Америки AAA и чемпиона мира в полутяжёлом весе AAA. Он дебютировал на ринге 12 апреля, в команде с Джонни Мундо и Тайей победив Архениса, Аяко Хамаду и Эль Ихо дель Фантасму в матче без дисквалификации. 4 июня Кросс участвовал в тройном бою в стальной клетке против Эль Ихо дель Фантасмы и Эль Техано-младшего. На шоу Verano de Escándalo матч закончился безрезультатно после того, как Фантасма и Техано-младший одновременно покинули клетку. 20 апреля 2018 года Кросс вернулся в ААА, объединившись с Хувентудом Геррерой и Тедди Хартом, чтобы атаковать Доктора Вагнера-младшего и Эрнандеса. Трио назвало себя MAD.
3 августа 2019 года на Triplemanía XXVII Кросс в команде с Los Mercenarios встретился с Психо Клоуном, Коди Роудсом и дебютировавшим Кейном Веласкесом. 14 декабря на Guerra de Titanes Кросс присоединился к новой группировке Руша — La Facción Ingobernable.

### Impact Wrestling (2018—2019)
14 июня 2018 года на эпизоде Impact Киллер Кросс дебютировал в закулисном сегменте, выдавая себя за полицейского и арестовывал Пити Уильямса за то, что тот подозревается в нападении на рестлеров и персонал. Однако, оказавшись в укромном месте за кулисами, Кросс напал на закованного в наручники Уильямса и задушил его, показав себя настоящим нападавшим. Кросс дебютировал на ринге в эпизоде Impact от 5 июля, победив Фалла Ба. Две недели спустя Кросс победил Уильямса после применения удушающего приёма.
В эпизоде Impact от 9 августа Кросс помог Остину Эйрису сохранить титул чемпиона мира Impact против Эдди Эдвардса. На следующей неделе Эриес объявил Кросса своим «страховым полисом». К дуэту присоединился Лось, который предал Эдвардса во время матча 30 августа. На Bound for Glory 14 октября Кросс и Лось были побеждены Эдвардсом и Томми Дримером. В главном матче Кросс и Лось были в углу Эриеса, когда он проиграл титул чемпиона мира Impact Джонни Импакту.
После того, как его союз с Эриесом закончился, Кросс вступил в сюжетную линию с Джонни Импактом, в которой Кросс сказал Импакту, что он нужен ему, чтобы сохранить титул чемпиона мира Impact надолго. На шоу Homecoming 6 января 2019 года Кросс напал на Импакта и его жену Тайю Валькирию. На эпизоде Impact от 25 января Кросс бросил вызов Импакту за титул чемпиона мира, однако матч закончился двойной дисквалификацией. Затем на Impact Wrestling: Uncaged Кросс проиграл матч за титул, в котором также участвовали Лось и Брайан Кейдж. В мае Кросс вступил во вражду с Эдди Эдвардсом после того, как Кросс уничтожил cинай, подаренный Эдвардсу Томми Дримером. В результате они участвовали в серии хардкорных матчей. 14 июня на Impact Кросс победил Сэндмена.
13 мая стало известно, что Кросс попросил освободить его из Impact Wrestling после переговоров о пересмотре контракта. Его вопрос был вызван проблемами с его креативным контролем, а также его текущими условиями по оплате за выступления. В то время он не был уволен. На Slammiversary XVII Кросс проиграл в матче с Эдди Эдвардсом, где он, по сообщениям, отказался делать блейд, и вместо него использовали фальшивую кровь. После этого матча он не был заявлен на участие в телевизионных шоу в июле, августе или сентябре, и стороны продолжили переговоры. Сообщалось, что его контракт истекает в декабре, но у компании есть возможность продлить его ещё на год. В декабре Impact Wrestling освободила Кросса от контракта.

### WWE (2020—2021)
Кросс появился в WWE на эпизоде Raw 16 февраля 2015 года, где он в команде с Дарреном Янгом встретился с The Ascension (Коннор и Виктор) в матче, который закончился безрезультатно.

#### Чемпион NXT (2020—2021)
В эпизоде WWE Backstage от 4 февраля 2020 года было подтверждено, что Кросс подписал контракт с WWE.
В WWE он сражался временно.
В эпизоде NXT от 8 апреля Кросса и Скарлетт можно было увидеть в машине, наблюдающими за Джонни Гаргано после его матча с Томмасо Чиампой. На следующей неделе Кросс дебютировал, напав на Чиампу. В эпизоде NXT от 6 мая Кросс под новым ринг-именем Каррион Кросс дебютировал, победив Леона Раффа в быстром матче. На TakeOver: In Your House Кросс победил Чиампу. На NXT TakeOver: XXX он победил Кита Ли и впервые завоевал титул чемпиона NXT. Однако на следующий день, 23 августа 2020 года, WWE объявила, что Кросс получил разрыв мышц плеча во время матча, и в эпизоде NXT от 26 августа он отказался от титула; таким образом его чемпионство продлилось всего 4 дня, став самым коротким в истории титула.
На эпизоде NXT от 9 декабря Кросс вернулся, напав на Дамиана Приста. Кросс столкнулся с чемпионом NXT Финном Балором после того, как тот успешно защитил свой титул против Адама Коула в эпизоде NXT от 10 марта 2021 года. Кросс победил Балора на NXT TakeOver: Stand & Deliver и во второй раз завоевал титул чемпиона NXT. В эпизоде NXT от 25 мая Кросс снова победил Балора и впервые защитил титул.
На NXT TakeOver 36 Кросс впервые проиграл в NXT, уступив свой титул чемпиона NXT Самоа Джо.

#### Raw и увольнение (2021)
Пока Кросс был чемпионом NXT, он дебютировал в основном ростере на эпизоде Raw на 19 июля, где он был побежден Джеффом Харди, что стало его первым поражением в WWE. Это было спорно, поскольку чемпион NXT был побежден менее чем за две минуты. После того, как он потерял титул чемпиона NXT, Кросса перевели на Raw, и на эпизоде от 23 августа Кросс дебютировал в новом образе, надев маску гладиатора и красные ремни. Его новый наряд был негативно принят фанатами. Мик Фоли говоря о проблемах WWE, он сказал, что персонаж Кросса был «сильно принижен и даже высмеян». 4 ноября Кросс вместе со Скарлетт были освобождены от контрактов с WWE.

### Независимая сцена (2022)
В феврале 2022 года Кросс вернулся в Major League Wrestling, где отсутствовал 2 года. Выступая под именем Киллер Кросс, он выиграл свой дебютный матч на SuperFight против Бадда Хэви. 31 июля на шоу Ric Flair’s Last Match Кросс победил Дэйви Бой Смит-младшего.

### Возвращение в WWE (2022—н.в.)
На эпизоде SmackDown от 5 августа 2022 года Кросс (вместе со Скарлетт) совершил свое возвращение в WWE, напав на Дрю Макинтайра в конце шоу. На Smackdown 9 сентября Кросс напрямую напал на Макинтайра и запер в свой фирменный болевой. Макинтайр обвинил Кросса в трусости и в постоянных нападениях исподтишка, на что Кросс ответил нападением на Макинтайра во время его матча против недавнего дебютанта Smackdown Соло Сикоа. 23 сентября на Smackdown Макинтайр объявил, что договорился с руководством WWE о матче, который пройдет на Премиум-шоу Extreme Rules. Причем матч этот будет с ремнём - дабы исключить для Кросса возможность сбежать от Дрю. Кросс отреагировал на это сообщение ещё одним нападением исподтишка, а когда Макинтайр ответил, атаковал его огненным шаром и ударил в пах, правда вызов на матч при этом принял. На Smackdown за день до Extreme Rules Макинтайр напал на Кросса исподтишка и побил его. На премиум-шоу в матч вмешивалась Скарлетт, и после того, как она брызнула в лицо Дрю из баллончика, Кросс смог удержать его. На Smackdown 14 октября Макинтайр воспользовался автомобильной аварией, в которую попал Кросс, и избил его. 21 октября на Smackdown он объявил, что на Crown Jewel пройдет ещё один матч, и на этот раз это будет матч в клетке, чтобы избежать возможных вмешательств>. В этом матче Скарлетт все равно нашла момент, чтобы прыснуть в лицо Макинтайра из баллончика, причем досталось так же и судье Дэну Энглеру. Скарлетт при этом закрыла дверь на ключ, который спрятала у себя. Кросс не смог воспользоваться этой ситуацией и покинуть клетку до того, как Макинтайр пришёл в себя. Дрю Макинтайр смог контратаковать и начал вылезать через верх клетки. Кросс в это время пополз к дверце, которую для него открыли. Макинтайр успел спрыгнуть и раньше коснуться пола ногами, что принесло ему победу по правилам матча.

## Личная жизнь
Кесар имеет центральноамериканское и пуэрто-риканское происхождение.
Кесар состоял в отношениях с коллегой, рестлером Элизабет Чихая, более известной под именем Скарлетт Бордо. 20 апреля 2022 года они объявили о своем браке на Аляске, во время частной церемонии на леднике.

## Титулы и достижения
- Cauliflower Alley Club
  - Награда восходящей звезде (2018)[40]
- Future Stars of Wrestling
  - Чемпион FSW в тяжёлом весе (1 раз)[41]
- Maverick Pro Wrestling
  - Чемпион MPW (2 раза)[42]
- Modern Vintage Wrestling
  - Чемпион MVW в тяжёлом весе (1 раз)[43]
- Pro Wrestling Illustrated
  - № 16 в топ 500 рестлеров в рейтинге PWI 500 в 2021 году[44]
- Ring Warriors
  - Гранд-чемпион Ring Warriors (1 раз)
- Stand Alone Wrestling
  - Чемпион PWAD (1 раз)
- The Wrestling Revolver
  - Чемпион REVOLVER (1 раз)
- WWE
  - Чемпион NXT (2 раза)[45]